# Hōjō Masako
Det här är en artikel om en person med japanskt personnamn; Hōjō är familjenamnet.
Hōjō Masako, född 1156, död 1225, var en politiskt inflytelserik japansk adelskvinna under Kamakura-shogunatet. 
Masako var av Hojo-ätten som egentligen var en sidolinje av Taira men som allierade sig med fiendeklanen Minamoto under inbördeskriget, och 1177 gifte hon sig med Minamoto no Yoritomo. Efter Minamotos död 1199 blev hon den verkliga makten i landet, som officiellt styrdes av hennes svaga och oeniga söner till shoguner. På grund av detta blev hon känd som ama-shogun, "nunna-general".
En krater på Venus har fått sitt namn efter henne. 